# Иллюзорное превосходство
Иллюзо́рное превосхо́дство — вид когнитивного искажения, проявляющегося в склонности преувеличивать свои достоинства и преуменьшать недостатки в сравнении с другими людьми. Это явление изучается в социальной психологии. Впервые понятие было использовано в 1991 году.

## Эффекты в различных ситуациях
Проявление иллюзорного превосходства было обнаружено у людей, сравнивающих себя с другими в самых разных аспектах жизни, в том числе во время сдачи экзаменов, в работе (в производительности труда), в социальных условиях (например в оценке чьей-то популярности или степени обладания некими положительными личными качествами), а также в повседневных способностях, требующих особой подготовки.

### Способности восприятия

#### Оценка IQ
Один из основных эффектов иллюзорного превосходства в IQ называется «Эффект Даунинга». Этот эффект описывает склонность людей с уровнем IQ ниже среднего переоценивать уровень своего IQ, и наоборот: люди с IQ выше среднего обычно предполагают, что их IQ ниже. Впервые эта особенность была изучена К. Л. Даунингом, который провел кросс-культурные исследования по субъективному восприятию собственного интеллекта. В исследованиях Даунинга также было выявлено, что способность оценить уровень IQ другого человека пропорциональна уровню собственного IQ, то есть чем ниже IQ индивида, тем сильней он занижает чужой IQ и чаще оценивает себя как персону с интеллектуальным уровнем выше, чем у окружающих, а люди, обладающие высоким IQ, точно оценивают чужой интеллект, но считают свой IQ уступающим при сравнении с теми, кто в действительности равен им.
Различие между действительным уровнем IQ и предполагаемым у представителей разного пола было отмечено английским психологом Адрианом Фёрнхэмом (англ. Adrian Furnham). В своих исследованиях он предположил, что мужчины склонны переоценивать свой IQ в среднем на 5 баллов, в то время как женщины обычно свой уровень недооценивают.

#### Память
Иллюзорное превосходство было выявлено в исследовании Шмидта, Берга и Дильмана (англ. W. Schmidt; Ina J. Berg; Betto G. Deelman), в котором была изучена субъективная оценка собственной памяти и памяти других. В исследовании приняла участие группа людей, возраст которых составлял от 46 до 89 лет, им необходимо было сравнить свою память с памятью людей той же возрастной группы, 25-летними и со своей собственной памятью, когда они были в возрасте 25 лет. Как оказалось, старшие в среднем считают, что их память лучше, чем у сверстников и более молодых. Тем не менее проверка показала, что зависимость памяти подопытных от их возраста незначительна.

#### Мыслительные задачи
Основная статья: Эффект Даннинга — Крюгера
В экспериментах Даннинга и Крюгера участникам были даны задания, такие как решение логических, грамматических задач, определение, насколько забавна та или иная шутка. Затем испытуемым было необходимо оценить свой успех в выполнении этих заданий относительно остальных участников, что позволило провести сравнение действительного и ожидаемого результата выполнения заданий.
Результаты были разделены на четыре группы в зависимости от действительного итога решения задач. Выяснилось, что все четыре группы оценили свое исполнение как «выше среднего», что означает, что группа с самыми низкими показателями проявила наибольшее иллюзорное превосходство. Исследователи объясняют это тем, что участники, наименее способные выполнить предложенные задания, были так же неспособны увидеть навыки по решению задач у остальных участников.

#### Академические способности
В опросе сотрудников факультета в университете штата Небраска, проведенном в 1977 году, 68 % респондентов отнесли себя к четверти наиболее способных преподавателей, и более 90 % оценили свои преподавательские способности как «выше среднего».
В ходе аналогичного опроса в 2000 году 87 % студентов МВА в Стэнфордском университете оценили свою успеваемость на уровне выше среднего.
Иллюзорное превосходство также объясняет ряд судебных исков, поступающих в суд. Эффект иллюзорного превосходства добавляет многим адвокатам уверенности, что они выиграют дело.

#### Восприятие информации
По мнению психолога Джеффри Манро, человек лучше воспринимает ту информацию, которая в наибольшей степени соответствует его уже сформировавшимся взглядам. Такая информация лучше запоминается и служит очередным укреплением системы убеждений, а в информацию, которая идет вразрез с убеждениями, поверить довольно сложно.

### Здоровье
В исследовании, проведенном Hoorens & Harris в 1998 году, опрашиваемым предлагалось оценить, насколько здоровым они считают свой образ жизни в сравнении с образом жизни их знакомых. По результатам исследования выяснилось, что в среднем опрашиваемые полагают, что в большей степени им свойственны элементы здорового образа жизни, нежели нездорового, а их знакомым — наоборот.

## Теории объяснения

### Эгоцентризм
Основная статья: Эгоцентризм
Теория эгоцентризма состоит в том, что человек считает более важными и значимыми собственные силы, характеристики и поведение, чем у других. В соответствии с этой теорией, люди склонны переоценивать свои возможности, потому что полагают, что у них есть некоторые особенные преимущества и поэтому выполненная ими работа приведёт к лучшему результату, чем выполненная кем-то другим, даже если это на самом деле не так. В 1999 году Крюгер нашёл подтверждение этой теории, проведя исследование с привлечением участников, которые должны были оценить свою способность решать простые и сложные задачи. Практически все участники исследования оценили свою способность решать простые задачи как «выше среднего», а способность решать сложные задачи как «ниже среднего», независимо от их действительных способностей. В этом эксперименте также проявился «эффект лучше среднего», когда участникам заранее сообщили, что они справятся с заданием, и «эффект хуже среднего», когда им сообщили, что, скорее всего, они не справятся.

### Селективный подбор
Селективный подбор — сравнение себя с кем-то другим с вынесением на первый план своих достоинств и недостатков другого с целью выглядеть лучше на его фоне.
Теория была проверена Вайнштейном в 1980 году.

### Смещение внимания
Идея теории состоит в том, что большее значение уделяется объекту, находящемуся в центре внимания. Большинство исследований «эффекта лучше среднего» фокусируют внимание опрашиваемого на своей собственной персоне (например, вопросы таких исследований часто начинаются со слов: «сравните себя и среднестатистического человека»). Согласно этой теории человек склонен уделять большее внимание своим личным качествам, нежели цели сравнения, соответственно, проявление «эффекта лучше среднего» должно снизиться при изменении формулировки вопроса (например «сравните среднестатистического человека и себя»).

## Критика
Существует мнение, что иллюзорное превосходство является следствием стремления субъекта к повышению самооценки, а не наоборот. Таким образом, человек, принимающий меры для поднятия своей самооценки, невольно оказывается под влиянием такого когнитивного искажения.